# Francis Marrash
Francis bin Fathallah bin Nasrallah Marash (tiếng Ả Rập: فرنسيس بن فتح الله بن نصر الله مرّاش / ALA-LC: Fransīs bin Fatḥ Allāh bin Naṣrallāh Marrāsh;
tháng 1825 hay 1836 hay 1837 - 1873 hay 1874), còn được gọi là Francis al-Marrash hoặc Francis Marrash al-Halabi, là một nhà văn và nhà thơ Syria của phong trào Nahda - phục hưng Ả Rập và một bác sĩ. Hầu hết các tác phẩm của ông xoay quanh khoa học, lịch sử và tôn giáo, phân tích dưới một ánh sáng nhận thức luận. Ông đã đi qua khu vực Trung Đông và Pháp trong tuổi trẻ của mình, và sau khi một số đào tạo y tế và một năm hành nghề ở Aleppo quê hương, trong thời gian đó ông đã viết nhiều tác phẩm, ông ghi danh vào một trường y ở Paris; Chưa hết, suy giảm sức khỏe và bị mù dần buộc ông phải trở về Aleppo, nơi ông sáng tác nhiều tác phẩm văn học cho đến khi qua đời.
Nhà sử học Trung Đông Matti Moosa coi Marrash là người trí thức và nhà văn Ả Rập thời hiện đại đầu tiên thực sự có tầm quốc tế. Marrash tôn trọng các nguyên tắc của cuộc Cách mạng Pháp và bảo vệ họ trong các tác phẩm của mình, ngầm chỉ trích Ottoman ở Trung Đông. Ông cũng là người có ảnh hưởng trong việc giới thiệu chủ nghĩa lãng mạn Pháp trong thế giới Ả Rập, đặc biệt là thông qua sử dụng văn thơ và thơ văn xuôi, trong đó có tác phẩm của ông là những ví dụ đầu tiên trong văn học tiếng Ả Rập hiện đại, theo Salma Khadra Jayyusi và Shmuel Moreh. Cách của suy nghĩ và cảm giác, và cách thể hiện chúng của ông, đã có một ảnh hưởng lâu dài đến tư tưởng đương đại Ả Rập và các nhà thơ Mahjari.

## Tiểu sử
Francis Marrash sinh ra ở Aleppo, một thành phố của Syria thuộc Ottoman (ngày nay là Syria), một Melkite gia đình thương gia Melkite nổi tiếng có sở thích văn học. Sau khi gia đình này trở nên giàu có và thiết lập vị thế xã hội trong thế kỷ 18, gia đình đã được cũng thiết lập địa vị ở Aleppo, mặc dù họ đã trải qua khó khăn: một người họ hàng của Francis, Butrus Marrash, đã bị án tử vì đạo của trào lưu chính thống Hy Lạp vào tháng 4 năm 1818. Những tín đồ Công giáo Melkite khác đã bị trục xuất khỏi Aleppo trong các cuộc bách hại, trong đó có linh mục Jibrail Marrash. cha Phanxicô, Fathallah, cố gắng xoa dịu cuộc xung đột sắc tộc bằng cách viết một viết một luận vào năm 1849, trong đó ông bác bỏ Filioque. Ông đã xây dựng được một thư viện tư nhân lớn để cung cấp cho ba đứa con của ông Francis, Abdallah và Maryana một nền giáo dục toàn diện, đặc biệt trong lĩnh vực ngôn ngữ và văn học Ả Rập.
Aleppo thời đó là một trung tâm trí thức lớn của Đế quốc Ottoman, có nhiều nhà tư tưởng và nhà văn quan tâm đến tương lai của người Ả Rập. Chính trong các trường học truyền giáo Pháp gia đình Marrash học tiếng Ả Rập với tiếng Pháp và khác (tiếng Ý và tiếng Anh). Nhưng Francis lúc đầu học riêng tiếng Ả Rập và văn học. Lúc lên 4 tuổi, Marrash đã nhiễm bệnh sởi, và  kể từ đó bị vấn đề về mắt đã tiếp tục ngày càng xấu đi. Hy vọng tìm thấy một nơi điều trị, do đó người cha đã đưa Marrash đến Paris vào năm 1850. Francis ở đó khoảng một năm, sau đó ông được gửi trở lại Aleppo trong khi cha của ông vẫn ở Paris. Năm 1853, Francis đi cùng cha mình một lần nữa, trên một chuyến đi kinh doanh của vài tháng đến Beirut, nơi có sự hiện diện đáng kể và ảnh hưởng văn hóa của châu Âu. Francis trải nghiệm tiếp xúc văn hóa tương tự sau này, khi ông nhận được kèm dạy kèm chuyên môn y khoa bởi một bác sĩ người Anh ở Aleppo. Thời gian sau đó trở nên quan tâm đến khoa học, và trong y học nói riêng. Đồng thời, ông đã viết và xuất bản một số tác phẩm.
 Marrash hành nghề y trong khoảng một năm; Tuy nhiên, xét thấy an toàn khi để trở thành một bác sĩ được nhà nước cấp phép, ông đã đi đến Paris vào năm 1866 để tiếp tục học y khoa tại một trường học.

## Tác phẩm
- Dalīl al-ḥurriyyah al-insāniyyah (Guide to Human Liberty), 1861.[5]
- Al-mir’āt al-ṣafiyyah fī al-mābādi’ al-ṭabī‘iyyah (The Clear Mirror of Natural Principles), 1861.[5]
- Ta‘ziyyat al-makrūb wa-rāḥat al-mat‘ūb (Consolation of the Anxious and Repose of the Weary One), 1864—pessimistic discourse on nations of the past.[5]
- Ghābat al-ḥaqq fī tafṣīl al-akhlāq al-fāḍilah (The Forest of Truth in Detailing Cultured Manners), c. 1865.[6]
- Riḥlat Bārīs (Journey to Paris), 1867.[5]
- Kitāb dalīl al-ṭabī‘ah (Guide to Nature), c. 1867.[7][a]
- Al-kunūz al-faniyyah fī al-rumūz al-Maymūniyyah (Artistic Treasures Concerning the Symbolic Visions of Maymun), 1870—poem of almost 500 verses.[5]
- Mashhad al-aḥwāl (The Witnessing of the Stages of Human Life), 1870—collection of poems and short works in rhymed prose.[8]
- Durr al-ṣadaf fī gharā’ib al-ṣudaf (Pearl Shells in Relating Strange Coincidences), 1872—a romance with songs for which he supplied the tunes.[9]
- Mir’āt al-ḥasnā’ (The Mirror of the Beautiful One), 1872.[5]
- Shahādat al-ṭabī‘ah fī wujūd Allāh wa-al-sharī‘ah (Nature's Proofs for the Existence of God and the Divine Law), 1892 (posthumous).[5]